# Ольстерский национализм

Неофициальный флаг «Ольстерская нация» (The unofficial flag of the «Ulster Nation»), предложенный Ольстерскими националистами. Флаг представляет собой Крест Святого Патрика, наложенный на Шотландскую Салтиру со звездой из шести графств, Красной рукой Ольстера и без короны: флаг, который по-разному используется группами лоялистов для представления независимой или отчётливо ольстерско-шотландской идентичности Северной Ирландии

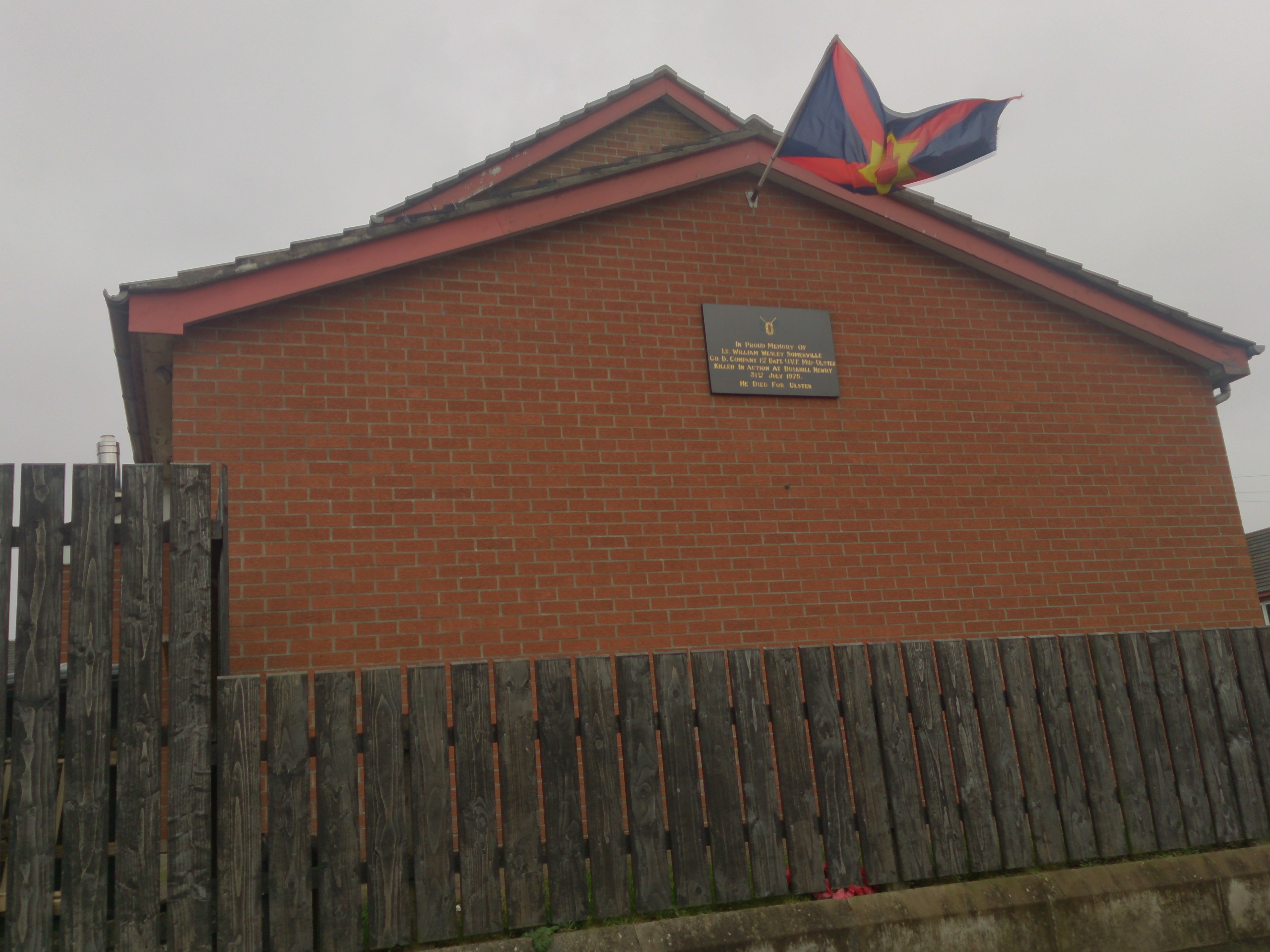
Ольстерский Националистический флаг над мемориальной доской в память о Сомервилл, Уэсли в Мойгашеле

Северная Ирландия (тёмно-жёлтый) в Соединённом Королевстве (светло-жёлтый), а также Ирландия и остров Мэн

Ольстерский национализм (англ. Ulster nationalism) — название, данное идеологическому движению, выступающему за независимость Северной Ирландии (части Ольстера) от Соединённого Королевства  без её присоединения к Республике Ирландия, то есть за превращение Северной Ирландии в независимое суверенное государство.
Идею независимости поддерживает такая группа националистов как Третий путь Ольстера, а также некоторые фракции Ассоциации обороны Ольстера. Тем не менее такая точка зрения в Северной Ирландии является маргинальной. Она не поддерживается ни одной из политических партий, представленных в Ассамблее Северной Ирландии, а также правительством Соединённого Королевства и правительством Ирландской Республики.
Несмотря на то, что термин «Ольстер» традиционно применяется к одной из четырёх исторических провинций Ирландии, которые включают в себя Северную Ирландию и часть Республики Ирландия, этот термин применяют только к Северной Ирландии в рамках юнионизма и ольстерского лоялизма.

## История

### 1921
В ноябре 1921 года, во время переговоров по англо-ирландскому договору, состоялась переписка между Дэвидом Ллойдом Джорджем и Джеймсом Крэйгом, тогдашними премьер-министрами Соединённого Королевства и Ирландии соответственно. Ллойд Джордж рассматривал выбор Северной Ирландии между возможностью стать частью Великобритании с одной стороны, в соответствии с актом о правительстве Ирландии (в соответствии с ним Южная Ирландия стала доминионом), и стать частью Всеирландского доминиона с другой (при этом парламент Северной Ирландии подчинялся бы парламенту в Дублине). Крейг ответил, что третий вариант будет состоять в том, чтобы Северная Ирландия была доминионом параллельно с Южной Ирландией и «Заморскими владениями», заметив: «В то время как Северная Ирландия будет сожалеть о любом ослаблении связи между Великобританией и ею, потеря представительства в Вестминстере будет менее печальным последствием, чем включение во Всеирландский парламент».